# Syama Prasad Mukherjee
Shyama Prasad Mukherjee (6 de julio de 1901-23 de junio de 1953) fue un político, abogado y académico indio, ministro de Industria y Suministros en el gabinete del Primer Ministro Jawaharlal Nehru. Luego de una disputa con Nehru, Mukherjee dejó el Congreso Nacional Indio y fundó el partido político nacionalista y de derecha Bharatiya Jana Sangh, un predecesor al Bharatiya Janata Party (BJP), en 1951.
También fue el presidente de Akhil Bharatiya Hindu Mahasabha desde 1943 hasta 1946. Mukherjee se oponía fuertemente al Artículo 370, al cual veía como una amenaza para la unidad de la nación, y luchó contra él dentro y fuera del parlamento, con uno de los objetivos del Bharatiya Jana Sangh siendo la derogación del artículo. Murió en 1953 debido a un infarto. Debido a que el BJP es el partido sucesor del Bharatiya Jana Sangh, Mukherjee es considerado también como el fundador del BJP.